# Sol (trimis)

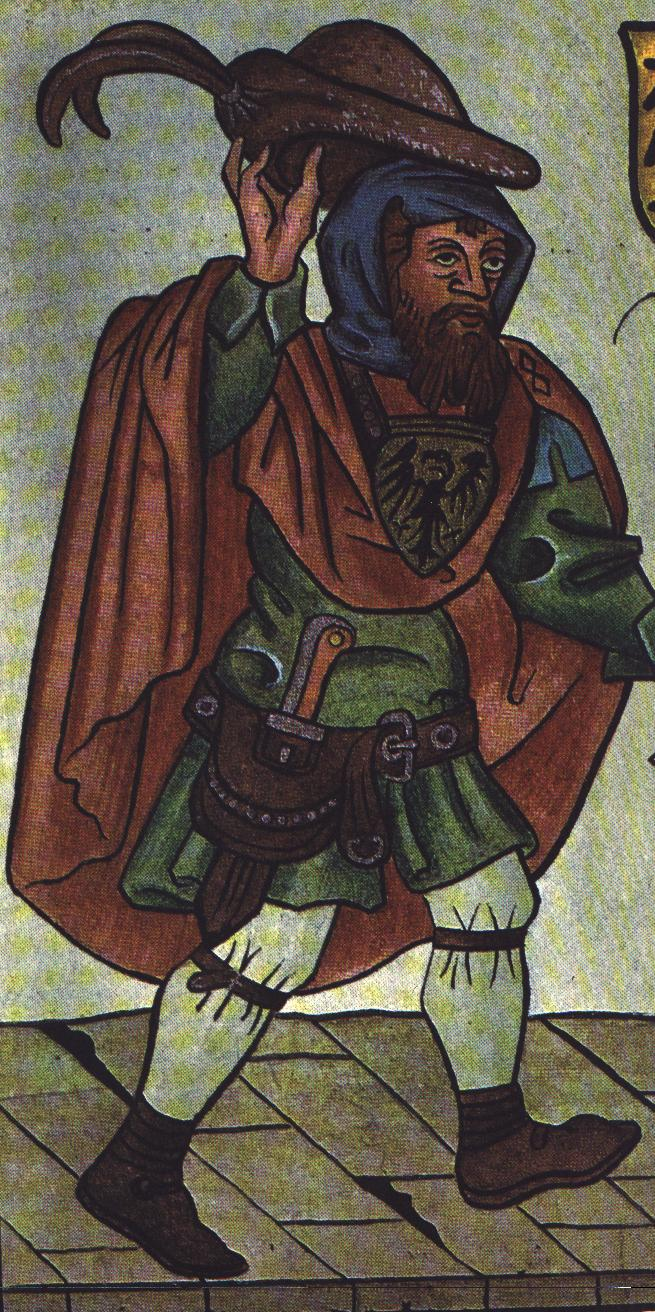
Läuferbote (curier pedestru german) pe la mijlocul secolului XV

Sol înseamnă în general un trimis special într-o misiune diplomatică, țară în care regimul statului respectiv nu are relații diplomatice regulate și nu poate trimite un ambasador ca reprezentat al țării.
In limbajul internațional diplomatic, ca de exemplu în limba franceză sunt pentru sol, doi termeni uzuali:
1. ca șeful unei misiuni diplomatice (franc. envoyé, engl. envoy, span. enviado)
2. ca rang într-un consulat sau amasadă, (franc. ministre, engl. minister, span. ministro).

Sol sau curier, mai poate fi numit cineva care nu are un rang diplomatic, și trimite una sau mai multe persoane pentru transmite cuiva un mesaj.
Reprezentantul Vaticanului este numit nunțiu apostolic (ital.: Nunzio Apostolico; (lat.: nuntius)).
In mitologie erau considerați soli, unele păsări ca și corbul, ciocănitoarea, porumbelul, sau unii zei ca Hermes sau Hiob, îngerul din biblie, precum și unele fenomene ale naturii erau considerate soli sau „semne cerești” ca de exemplu cutremurul, fulgerul.

## Utilizare în întreaga lume
Majoritatea țărilor din lume au o anumită formă de rang intern, aproximativ paralelă cu rândurile diplomatice, care sunt folosite în serviciul lor străin sau în serviciul public în general. Cu toate acestea, corespondența nu este exactă, din diverse motive, inclusiv faptul că, potrivit utilizării diplomatice, toți ambasadorii sunt de rang egal, dar ambasadorii de rang mai înalt sunt trimiși de obicei la postări mai importante. Unele țări pot face legături sau comparații specifice cu gradurile militare.

### Departamentul australian de Afaceri Externe și Comerț
Ofițerii de la Departamentul Afacerilor Externe și al Comerțului (DFAT) sunt clasificați în patru benzi largi (BB1-BB4), cu Senior Executive Service (SES Band 1 la SES Band 3) urmând mai sus.
Ambasadorii, înalții comisari și consulii generali provin, de obicei, din serviciul executiv superior, deși în posturi mai mici șeful misiunii poate fi ofițer BB4. În general, (există variații în clasament și nomenclatură între posturi), consilierii sunt reprezentați de ofițerii BB4; Consulii și alți doi secretari sunt ofițeri BB3, iar alți trei secretari și vice consuli sunt ofițeri BB2. DFAT postulează doar un număr limitat de angajați din BB1 de nivel scăzut din străinătate. În misiunile australiene mari, un ofițer SES care nu este șeful misiunii ar putea fi însărcinat cu funcția de ministru.

### Serviciul Diplomatic Egiptean
Următoarele grade sunt folosite în Ministerul Afacerilor Externe al Egiptului:
- Adjunctul diplomatic
- Al treilea secretar
- Al doilea secretar
- Primul secretar
- Consilier
- Ministru
- Ambasador (Înaltul Comisar al misiunilor Comunității Națiunilor în alte țări ale Comunității Națiunilor); ambasador în ansamblu

### Serviciul Diplomatic Brazilian
Există șase graduri în Ministerul Afacerilor Externe din Brazilia (Itamaraty):
- Terceiro-Secretário ("Al treilea secretar")
- Segundo-Secretário ("Secretar secundar")
- Primeiro-Secretário ("Prim-secretar")
- Conselheiro ("Consilier")
- Ministro de Segunda Classe ("Ministru, clasa a doua")
- Ministro de Primeira Classe ("Ministru, clasa întâi")

Embaixador este demnitatea onorifică acordată permanent atunci când un ministru de clasa I asumă un post de peste mări. Poate fi, de asemenea, o misiune temporară, când este ocupat de un diplomat de rang inferior sau de un politician brazilian de nivel înalt.

## Echivalența consulară
Formal, cariera consulară (clasament fiind în ordine descrescătoare: consul-general, consul, vice-consul, agent consular; echivalențele cu imunitate consulară limitată la actele oficiale includ doar consul general onorific, consul onorific și vice-consul onorific) care formează o ierarhie separată. Multe țări nu au o cale sau un flux consular separat, iar semnificația responsabilităților și funcțiilor „consulare” va diferi de la o țară la alta. Alte titluri, inclusiv „vice-consul general”, au existat în trecut. Titlurile consulare pot fi utilizate concomitent cu titluri diplomatice dacă persoana fizică este atribuită unei ambasade. Imunitatea diplomatică este mai limitată pentru funcționarii consulari fără alte acreditări diplomatice și în linii mari, este limitată la imunitatea cu privire la îndatoririle lor oficiale.